# フィールド自然史博物館

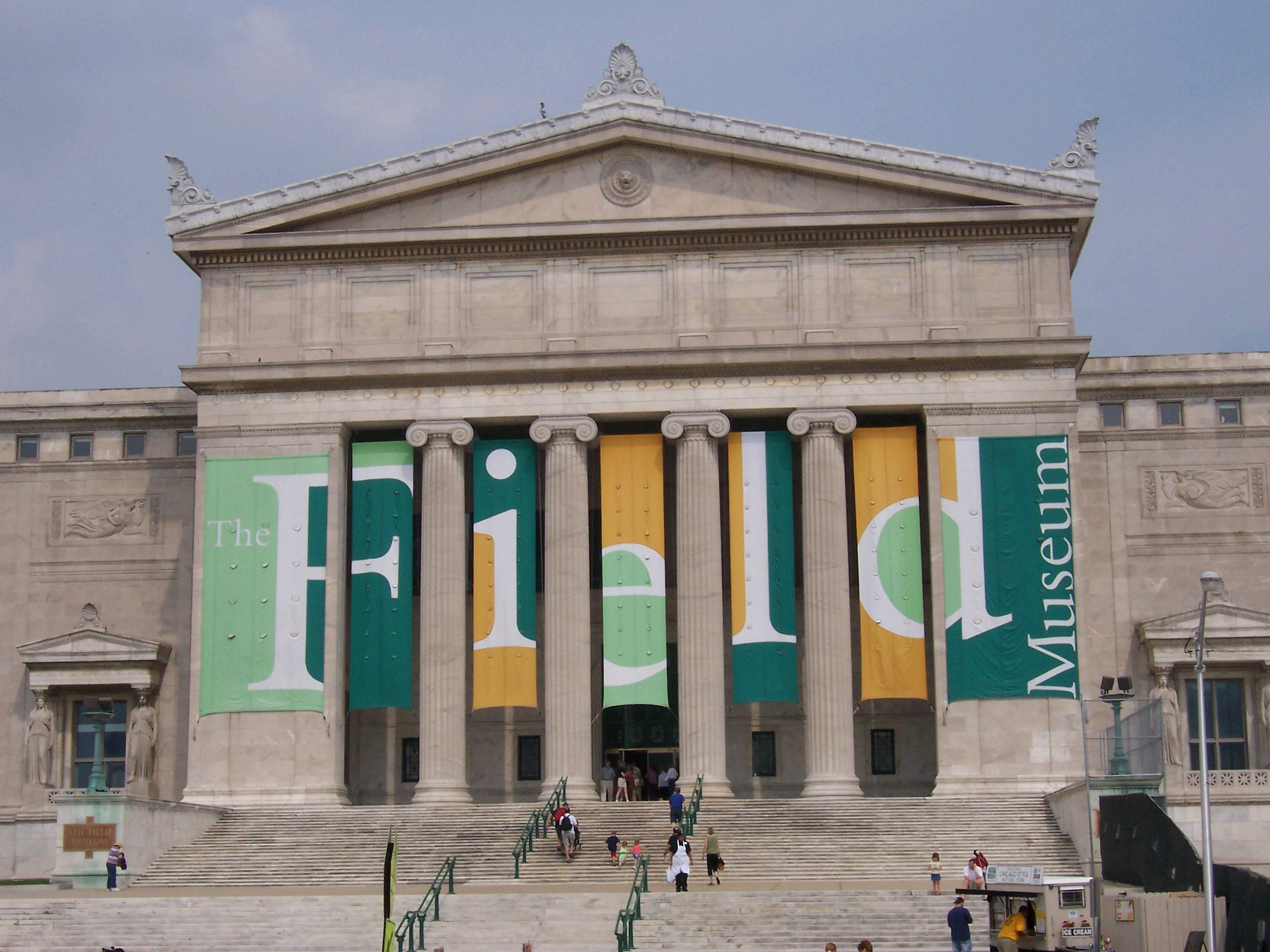
シカゴにあるフィールド自然史博物館。

フィールド自然史博物館（Field Museum of Natural History）は、アメリカ合衆国イリノイ州シカゴ市内のミュージアム・キャンパスと呼ばれる公園地区の一画、ミシガン湖岸の Lake Shore Drive 沿いに位置している。1921年に建造された建物は1890年代のシカゴ万国博覧会によって取り入れられた様式を代表するものである。
万博終了後の1893年9月16日に、美術品展示会場であった建物に万博の遺物を展示し、シカゴ・コロンビアン博物館（the Columbian Museum of Chicago）と名付けられたが、1905年に寄付者 Marshall Field にちなみ現在の名称に改められ、1921年に現在地に移転した。元の建物はシカゴ科学産業博物館として使われている。
この博物館は4つの主要な部門からなっている。すなわち人類学、動物学、植物学、及び地質学の4つである。
建物は地上3階建てで、中央部は吹き抜けになっており、2階より上は吹き抜けをとりかこんで回廊が設けられている。回廊をめぐって展示室が設けられており、来館者が比較的自由に順路を選択することができるように展示が配置されている。

## 動物学コレクション

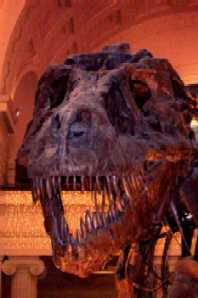
ティラノサウルス「スー」

アメリカ中西部屈指の規模を誇る博物館で、数々の恐竜コレクションは目をみはるものがある。アメリカ国内で発掘されたものが多い。特に有名なものは、発見者スーザン・ヘンドリクソンの愛称から名づけられたティラノサウルス スー (Sue) の全身骨格で、取得までの経緯、費用、等おおきな話題を提供した。1階の中央フロアに展示されている。

## 人類学コレクション
エジプトの王墓の玄室をそっくり移築した展示が設けられている。